# Orca (usine)
Pour les articles homonymes, voir Orca.
Orca (« énergie » en islandais) est un projet pilote de géo-ingénierie destiné à capturer le dioxyde de carbone dans l'atmosphère, situé en Islande en contrebas de la chaîne volcanique Hengill, à 30 kilomètres de la capitale Reykjavik. Cette usine a été lancée en septembre 2021 par la start-up suisse Climeworks en partenariat avec le projet islandais de stockage souterrain Carbfix. D'une superficie de 1.700 mètres carrés, d'un coût de 10 à 15 millions de dollars, ces installations peuvent aspirer jusqu'à 4.000 tonnes de CO2 par an, lequel est stocké dans une mine de basalte à 1 kilomètre de profondeur. Ce projet se distingue du captage de CO2 à la sortie des cheminées d'industries polluantes, car elle aspire l'air ambiant et en retire le CO2 par un système de filtration. Il s'agit du plus grand projet de captage et séquestration géologique de CO2 du monde, avec le projet « Bison » dans l'État américain du Wyoming, mais ce dernier a été « suspendu » en septembre 2024.

## Historique

### Choix de l’implantation

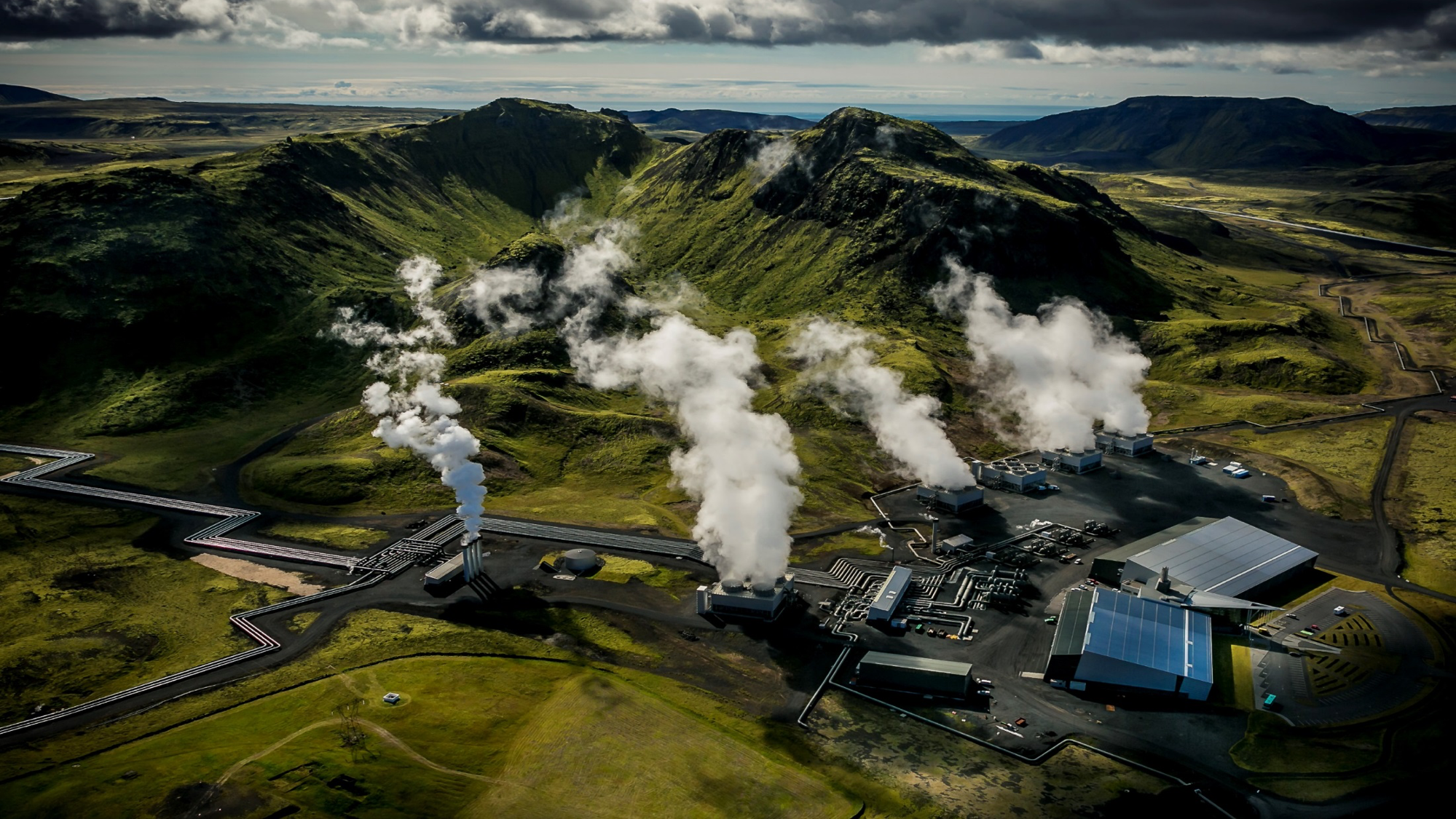
La centrale géothermique de Hellisheiði en Islande est le site du projet original de CarbFix

Le choix du lieu est stratégique, puisqu’au cœur de ces grandes plaines islandaises se trouve une centrale géothermique, permettant à l'usine de fonctionner uniquement avec des énergies renouvelables. L'électricité produite grâce aux abondantes ressources énergétiques de l'Islande est déjà utilisée à plus de 70% par le secteur industriel, essentiellement des usines d’aluminium. 
En plus d'abondantes ressources énergétiques grâce à la géothermie, l'Islande a aussi un sous-sol minéral et minier particulièrement riche. Cette île est un « laboratoire à ciel ouvert » pour de nombreux chercheurs : géologie, sciences de la Terre, sismologie, biologie, ou encore biologie marine. Mais l'Islande en raison des nombreux glaciers qui s'y trouve, est aussi un pays particulièrement exposé aux conséquences du changement climatique, ce qui pousse son gouvernement à une politique particulièrement volontariste pour lutter contre. Selon une étude publiée en août 2022 dans la revue Communications Earth & Environment du groupe Nature, l’Arctique s’est réchauffé près de quatre fois plus vite que le reste du monde lors des quarante dernières années.
En septembre 2024, la Suisse, d'où est originaire l'entreprise Climeworks porteuse du projet Orca avec son partenaire islandais Carbfix, exporte pour la première fois d'importantes quantités de CO2 liquéfié, issu des émissions de ses activités industrielles, vers l'Islande où il est enfoui par Carbfix.

### Chronologie du projet
En 2006, le projet islandais Carbfix est lancé sous l'impulsion de l'université de Reykjavik, du CNRS de Toulouse, de l'Institut de la Terre à l'université de Columbia et de la compagnie Reykjavík Energy. Dès 2007, désormais bénéficiant de fonds de l'Union européenne, d'autres universités se joignent à ces recherches. Carbfix devient une société de recherches spécialisée dans le « mélange au bon ratio d'eau et de CO2 », puis pour le captage de ce gaz, se tourne vers la start-up zurichoise Climeworks né en 2009, un partenariat qui permet les années suivantes à Orca de voir le jour.
Entre 2012 et 2014, des injections sont effectuées sur le site pilote, à la centrale géothermique de Hellisheiði, avec des résultats sont plus que probants : 95% du CO2 et du sulfure d'hydrogène infiltrés se sont transformés en minéraux en moins de deux ans. Plus de 100 publications scientifiques sont écrites sur cette expérience de Carbix. De son côté, Climeworks installe le premier projet pilote de « capture directe dans l’air » (en anglais DAC pour « direct air capture ») à proximité du site d'incinération des ordures ménagères de la commune suisse de Hinwil en 2017. 

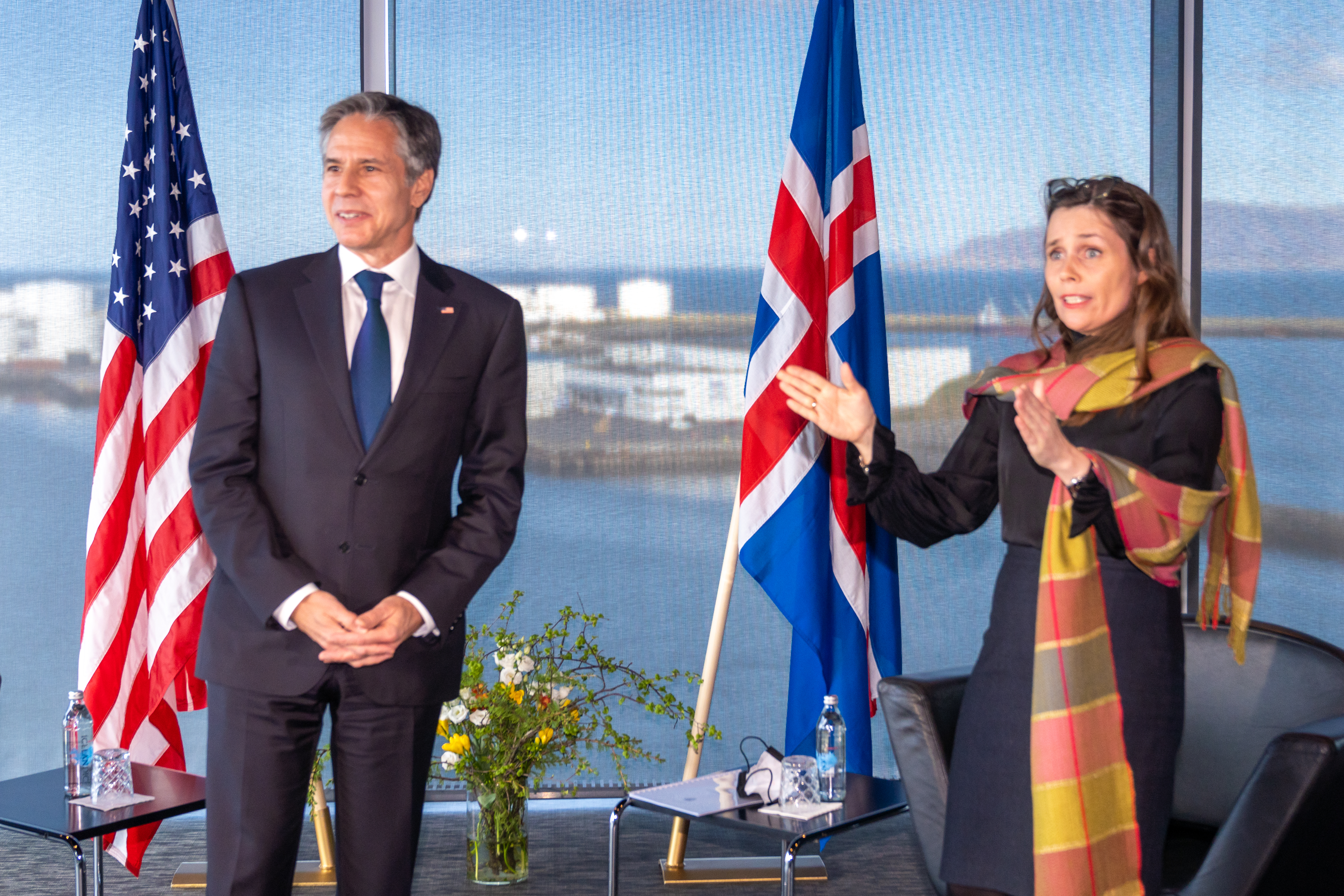
La première ministre islandaise Katrín Jakobsdóttir reçoit le secrétaire d'État des États-Unis Antony Blinken

La construction de l'usine d'Orca commence en mars 2020 et dure une quinzaine de mois. En mai 2021, le secrétaire d'État américain Anthony Blinken se rend en Islande et visite les installations de Carbfix près de la station géothermique de Hellisheiði. Lors de ce déplacement, il rencontre, la Première ministre islandaise Katrin Jakobsdottir et le ministre des Affaires étrangères Gudlaugur Thordarson, et participe à la réunion ministérielle du Conseil de l’Arctique. 
L'usine Orca ayant nécessité un investissement de 10 à 15 millions de dollars commence à fonctionner le 8 septembre 2021. L'inauguration se fait en présence de la première ministre Katrín Jakobsdóttir, de l'ancien présent islandais Ólafur Ragnar Grímsson (1996 à 2016), et du maire de Reykjavik Dagur B. Eggertsson. 

## Processus technique
L'usine Orca met en application à grande échelle la technologie de capture de CO2 dans l'air de Climeworks, et le système de transformation chimique de Carbfix. 

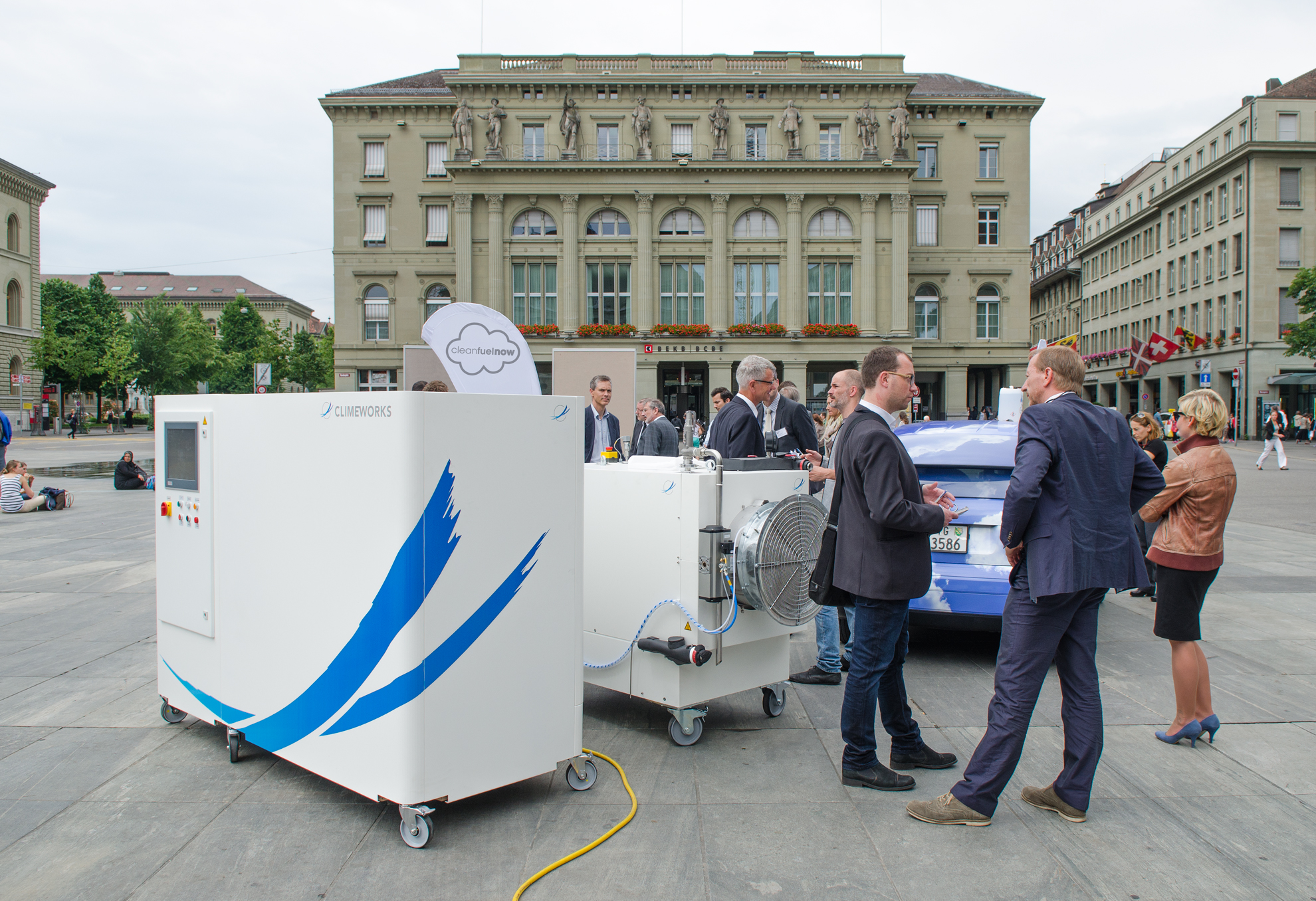
Système de capture de CO_{2} de Climeworks exposé à Berne

Quatre collecteurs, chacun assorti de 8 ventilateurs, brassent l’air pour l’aspirer et le faire passer à travers des filtres. Huit conteneurs superposés en duo forment une structure d'une dizaine de mètres de haut où l'air est aspiré par l'avant avec un ventilateur et rejeté, purifié, à l'arrière.  
À l'intérieur des conteneurs-collecteurs, un matériau sélectif (une poudre à base d’amines) filtre les molécules de CO2 ; dès que le filtre est saturé, celui-ci est fermé par deux ouvertures sur les côtés, puis chauffé à environ 100°C. L'opération, qui dure environ quatre heures, permet de séparer le dioxyde de carbone « pur », qui est alors acheminé via un pipeline souterrain de trois kilomètres vers des injecteurs situés sous des dômes gris. Climeworks ne dévoile ni les performances ni la consommation d’énergie de ce système. 
Dissous dans l'eau – l'idée est de rendre le CO2 « physique » en le mêlant à de l'eau – le gaz y est injecté à haute pression dans la roche basaltique, entre 800 et 2.000 mètres de profondeur. Le mélange aqueux chargé en CO2 pénètre dans la roche poreuse et se solidifie grâce à une réaction chimique du gaz avec le calcium, le magnésium et le fer contenus dans le basalte, pour former des minéraux carbonatés très stables à long terme. 

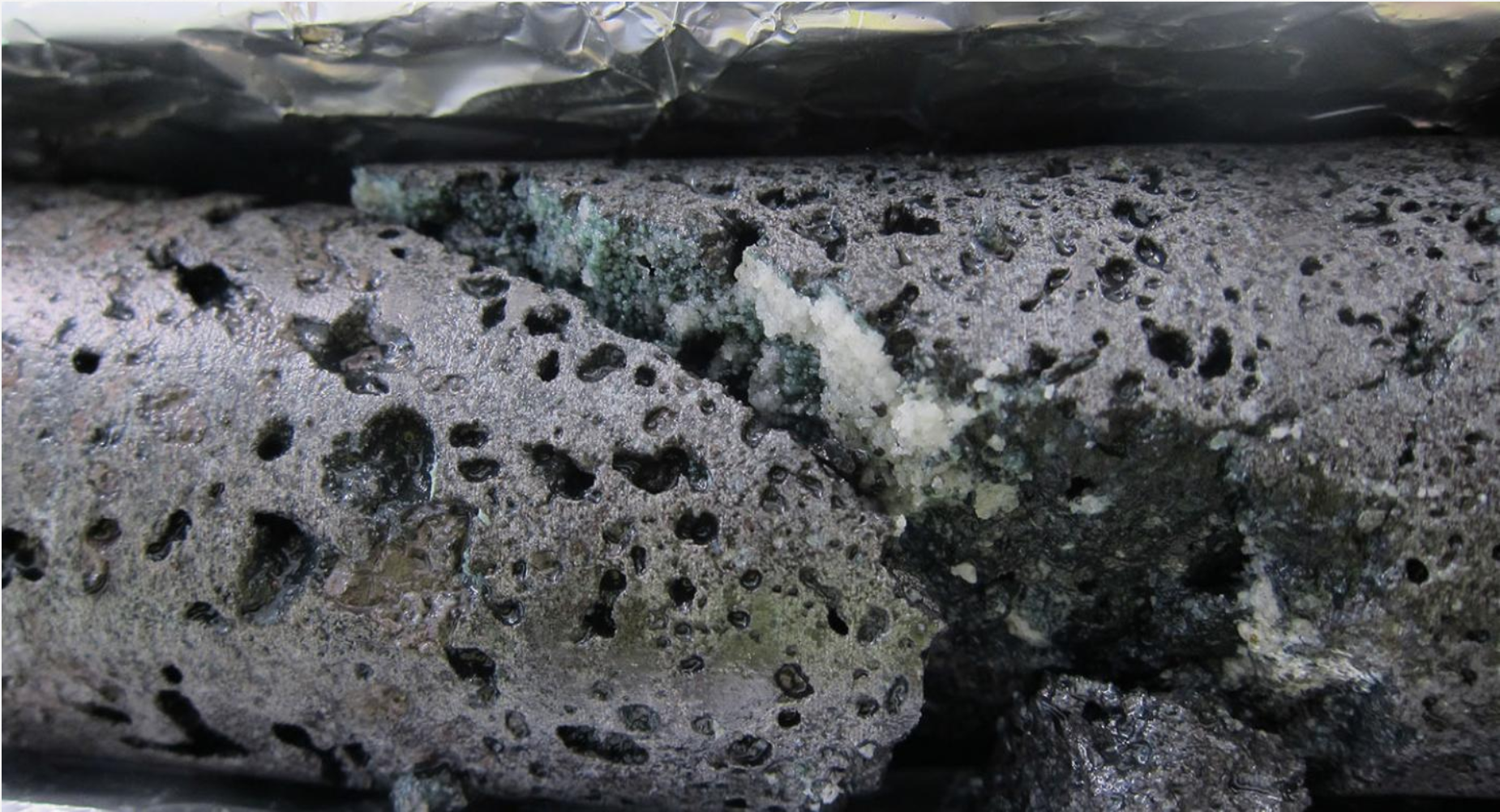
Image Carbfix montrant la calcite formée dans le basalte en raison de l'interaction eau-roche chargée de CO_{2}

Cette technique reproduit en deux ans un processus naturel qui peut prendre plusieurs milliers d’années : la minéralisation du dioxyde de carbone. Ce procédé, très énergivore bénéficie d'un approvisionnement énergétique abondant et bon marché grâce à la centrale géothermique de Hellisheiði. 
Selon Isabelle Czernichowski-Lauriol, déléguée à la Recherche et à l’Appui aux Politiques Publiques au Bureau de recherches géologiques et minières : .« Il faut une roche-réservoir, poreuse et perméable, de type calcaire ou grès et située à au moins un kilomètre de profondeur. La température et la pression sont telles que le CO2 n'est plus à l'état gazeux. Il est très dense comme un liquide et vient se loger dans la porosité de la roche, entre les minéraux, comme de l'eau dans une éponge. ».

## Modèle économique
Sur les quatorze autres sites opérés par Climeworks, le CO2 est vendu en vue d’être recyclé, principalement dans les boissons gazeuses, contrairement à l’usine d’Orca, où le gaz est stocké sous terre. Pour être rentable, Climeworks a donc dû trouver un nouveau modèle économique axé sur la compensation carbone proposée à des particuliers (environ 8.000 lors du lancement de l'usine) et à des entreprises. Ces « clients » peuvent choisir entre trois types d’abonnement, dont l’un consiste à payer mensuellement pour retirer une certaine quantité de CO2.   

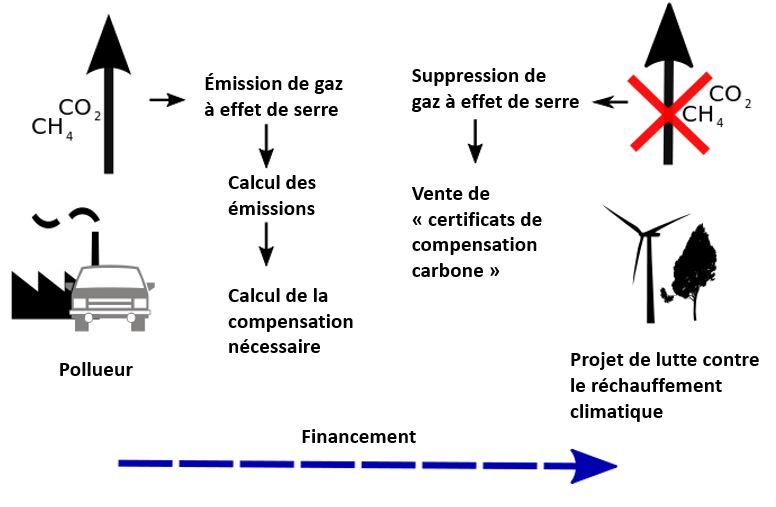
Schéma indiquant le principe de la compensation carbone.

Actuellement (juin 2022), Climeworks propose sur son site web des abonnements mensuels avec un prix fixe d'1 euro par kilo de CO2 capté avec trois offres suggérées : 30 kg, 50 kg, ou 100 kg de CO2 captés par mois. Le client peut suivre sur un tableau de bord la quantité de CO2 extraite de l'atmosphère grâce à son soutien financier, tandis qu'un certificat lui est envoyé chaque fin d'année indiquant son bilan annuel.  
Parmi les entreprises, Microsoft (à la fois client et investisseur, s’est engagé en juillet à acheter pour 10 000 t de crédit carbone à Climeworks), Shopify, The Economist group, ou encore Swiss Re ont signé un contrat avec Climeworks, qui leur propose d'acheter des « retraits de CO2 » pour environ 600 dollars par tonne, et ainsi compenser leur propre pollution. Le coût du captage d’une tonne de CO2 dans l’air coûterait entre 80 et 200 euros selon une estimation de la Commission européenne en 2019. 
En janvier 2023, Climeworks annonce avoir délivré ses premiers certificats de compensation carbone à ses entreprises clientes : Microsoft, la plateforme de commerce en ligne Shopify et la société de paiement digital Stripe,. En mai 2023, la banque américaine JPMorgan Chase annonce débourser une enveloppe de 200 millions d'euros pour financer le captage et le stockage de 800.000 tonnes de CO2 en partenariat avec plusieurs entreprises, dont Climeworks. 

## Limites

### Insuffisance au regard des émissions mondiales de CO2
Cette technique coûte cher et l'usine n'absorbe que 4000 tonnes de CO2 par an, soit l’impact carbone de toute la durée d'utilisation de 870 voitures, ou à 4 000 vols Paris-New-York, ou encore au niveau mondial, l'équivalent de trois secondes d'émission de CO2. Si l’Islande, où plus de 70 % de l’énergie primaire provient de la géothermie et qui dispose de ressources en eau abondantes, semble le terrain d'expérimentation idéal pour cette technologie, celle-ci n’est pas reproductible partout.

### Le coût d'exploitation d'une telle technologie
Paradoxalement, bien que les concentrations de CO2 dans l'atmosphère soient assez alarmantes pour justifier de tels investissements dans des technologies de décarbonation, celles-ci restent insuffisante (0,041%) pour que les procédés de capturer le dioxyde de carbone dans l'atmosphère soient efficaces. En effet, Orca doit aspirer et filtrer deux millions de mètres cubes d'air en moyenne, soit l’équivalent de 800 piscines olympiques, pour capturer une seule tonne de CO2, un procédé très énergivore et coûteux. Toutefois, une piste possible serait de se contenter de capter « seulement »  les deux tiers du CO2 contenu dans l'air prélevé, ce qui améliorerait significativement l'efficacité par rapport au prix. 
Les projets de capture de dioxyde de carbone en sortie des cheminées d'usine où sa concentration dans les fumées est comprise entre 4 et 40 % sont plus faciles, mais ces deux procédés ne sont pas en concurrence, chacun devant s'ajouter à l'autre pour éliminer un maximum de CO2 de l’atmosphère.
Le coût de capture du CO2 serait de 50 et 180 euros par tonne dans les fumées industrielles, et monte à 335 euros par tonne lorsqu'il est aspiré et capté dans l'atmosphère. Mais selon l’Agence Internationale de l’Énergie, ces coûts pourraient chuter en dessous de 100 euros par tonne dès 2030 pour des installations disposant de grandes ressources d’énergies renouvelables, confirmant l'avantage compétitif de l'Islande.

## Perspectives
En octobre 2022, après un an d'activité, Julie Gosalvez, directrice du marketing de Climework en fait un bilan positif, déclarant : « Notre technologie de capture directe dans l’air, combiné au stockage géologique, fonctionne, se vend et se perfectionne. Et notre objectif le plus important est de générer un niveau d’expérience opérationnelle dans des conditions réelles (…) et de continuer à stimuler le marché de la capture du CO2 avec stockage permanent et sûr. ». Les cofondateurs de Climeworks, Christoph Gebald et Jan Wurzbacher, croient en leur projet et prévoient de construire entre 2025 et 2030 des usines capables de capter 1 million de tonnes de CO2 par an, et ambitionnent d’atteindre 1 milliard de tonnes vers 2050.
La technologie d'Orca peut être reproduite à des échelles toujours plus grandes dans le monde là où les conditions d'accès à l'énergie renouvelable et au stockage souterrain sont disponibles. Au niveau mondial, en 2022, une trentaine d’installations à grande échelle sont en opération pour décarboner la production d’électricité (centrale charbon, centrale gaz) et l’industrie (aciérie, cimenterie, chimie) et 35 à 40 millions de tonnes sont ainsi captées et stockées annuellement. Les experts du GIEC estiment qu’il faudrait en capter et stocker 50, voire 100, fois plus d’ici 2035 pour répondre aux objectifs de neutralité carbone – ce qui appelle au déploiement des moyens de capture et séquestration de CO2 à grande échelle. Ces derniers rappellent cependant que la sobriété est incontournable pour limiter le réchauffement climatique.
Compte tenu de la maturité de ces technologies (plusieurs décennies pour les moyens de captage dans les fumées industrielles), ces objectifs de déploiement sont considérés comme atteignables, mais cela nécessite une baisse du coût de leur installation. Selon le cabinet d’études norvégien Rystad Energy, le marché des équipements de captage et stockage du CO2 devrait quadrupler entre 2022 et 2025 pour atteindre 50 milliards de dollars. Portée par les investissements en cours en Europe et en Amérique du Nord, la filière devrait ainsi être en mesure de séquestrer 150 millions de tonnes par an, contre 40 millions en 2022.
Les capacités de stockage souterrain en Europe sont estimées à environ 300 milliards de tonnes de CO2, soit l’équivalent de 100 ans d’émissions mondiales en 2019, mais les capacités et l’intégrité de ces sites doit être évaluée et confirmée pour garantir la pérennité et la sécurité du stockage sur le long terme. Enfin, des mécanismes de soutien financier et un cadre réglementaire sont nécessaires pour accélérer la mise en place de la filière, mais la prise de conscience de l’urgence climatique a pour effet d'augmenter les financement publics et d'entreprises alloués à ce type de projet.

### En Islande
En juin 2022, Climework, après avoir levé 600 millions d’euros, annonce qu'une nouvelle usine dix fois plus grande qu'Orca, baptisé « Mammouth », permettra de retirer chaque année 36 000 tonnes de CO2 de l'atmosphère, et devrait être en fonctionnement d'ici 18 à 24 mois. Ce projet est officiellement lancé en mai 2024. L’objectif de Climeworks est d’éliminer 1 % des gaz à effets de serre émis sur Terre d’ici à 2025 et ainsi de lutter, à son échelle, contre le réchauffement climatique. Carbfix prévoit également à l'été 2022 une injection pilote avec de l’eau de mer, pour adapter sa technique, qui nécessite actuellement 20 à 25 tonnes d’eau désalinisée par tonne de CO2. 

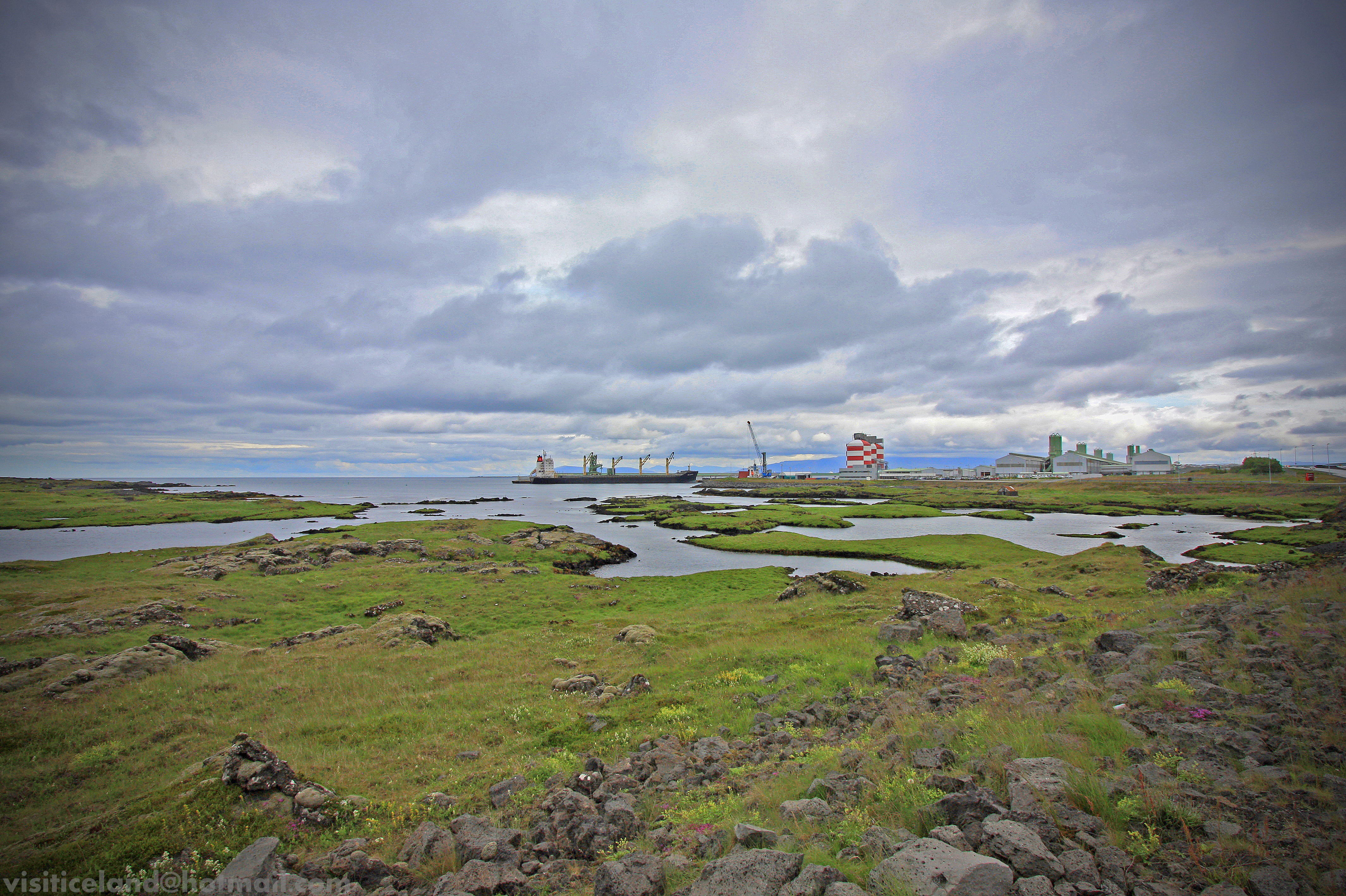
Vue sur le port de Straumsvík

Un ambitieux hub portuaire de transport et stockage de CO2, baptisé « Coda Terminal », impliquant Carbfix, est en construction à Straumsvik au sud de la capitale Reykjavik, et devrait être opérationnel en 2025. Il s'agira d'une sorte de « ferme » de recyclage qui accueillera des citernes de CO2 acheminées par bateau, les traitera et les recyclera dans le sol.
Un premier navire en opération doit permettre de traiter 300 000 tonnes de CO2 par an en 2025, avec un objectif dix fois plus élevé de 3 millions de tonnes de CO2 en 2030. Pour un investissement d'environ 200 millions d’euros, Carbfix espère en tirer un revenu annuel de 25 à 45 millions d’euros. Le CO2 importé viendrait principalement de sites industriels d’Europe du Nord. acheminé par des navires de transport tourneront au méthanol et la solution de l’ammoniac pour que le bilan carbone de son transport n'en annule pas les bénéfices. Selon Carbfix, environ 4 à 7 % du CO2 serait libéré dans l’atmosphère lors du transport.

### Au niveau international
Climeworks a été fondée à peu près au même moment que deux autres start-ups qui utilisent le système de capture directe du CO2 dans l’air : la société américaine Global Thermostat, ou le groupe canadien Carbon Engineering.  Global Thermostat a abandonné une entreprise avec Exxon Mobil pour construire une usine qui capturerait 4 000 tonnes par an, l'échelle d'Orca. Carbon Engineering. possède un prototype fonctionnel qui peut capturer environ 300 tonnes par an et travaille avec Occidental Petroleum pour construire une usine pouvant capturer 1 million de tonnes de CO2 par an. Cette start-up est aussi soutenue par l'entrepreneur et philanthrope américain Bill Gates.
Au total, en novembre 2021, dix-neuf usines « direct air capture » , la plupart petites, sont opérationnelles dans le monde, essentiellement en Europe, aux États-Unis et au Canada selon un rapport de l'Agence internationale de l'énergie.

La hausse des capacités mondiales de capture de CO_{2} dans l'air selon l'Agence internationale de l'énergie.

En mai 2022, le gouvernement américain de Joe Biden annonce un plan de 3,5 milliards de dollars pour des projets de captage de dioxyde de carbone afin de contribuer à la lutte contre le changement climatique. Les quatre projets que le ministère américain de l’Énergie prévoit de financer pourraient capturer et stocker au moins un million de tonnes de CO2 par an. En théorie, 4 000 milliards de tonnes de CO2 pourraient être recyclées en Europe et 7 500 milliards de tonnes aux États-Unis.
Climeworks, qui a construit 16 installations de capture de CO2 à travers l'Europe, a pour objectif de capturer 1 % des émissions mondiales annuelles de CO2 – plus de 300 millions de tonnes – d'ici 2025, et 500 000 tonnes d'ici 2030. Cette technologie apportera son concours à la lutte contre le réchauffement climatique, mais le Groupe d'experts intergouvernemental sur l'évolution du climat  rappelle qu'agir sur la demande en énergie et la consommation de biens et services permettrait de réduire les émissions de gaz à effet de serre de 40 à 70 % d’ici à 2050.

#### Rapport
- Sylvie Cornot-Gandolphe, Un nouvel élan pour le captage, stockage et utilisation du carbone (CCUS) en Europe, Institut français des relations internationales, 30 septembre 2021, 42 p. (lire en ligne), p. 18-19

#### Articles scientifiques
- Sylvain Delerce et Éric H. Oelkers, « Le potentiel du stockage géologique du CO2 par minéralisation », Annales des Mines - Responsabilité et environnement,‎ janvier 2022, p. 6 (lire en ligne)
- Florence Delprat-Jannaud, Responsable de programme Captage et stockage du CO2, IFP Énergies nouvelles, « La capture et le stockage du carbone, comment ça marche ? », The Conversation,‎ 23 octobre 2022 (lire en ligne)

#### Articles de presse
- Ragnhildur Sigurdardottir et Akshat Rathi, « World’s Largest Carbon-Sucking Plant Starts Making Tiny Dent in Emissions », Bloomberg,‎ 8 septembre 2021 (lire en ligne)
- Dominique Guillot, « Orca, la nouvelle usine islandaise dévore le dioxyde de carbone directement dans l’air ambiant », Ouest France,‎ 9 septembre 2021 (lire en ligne)
- Margot Hinry, « Islande : cette usine extrait le CO2 de l’air pour l’enfouir sous terre », National Geographic,‎ 17 septembre 2021 (lire en ligne)
- Alix Coutures, « En Islande, capter le CO2 avec Ocra », Challenges,‎ 3 octobre 2021 (lire en ligne)
- Marie Charrel, « En Islande, plongée dans la plus grande usine au monde de captage de CO2 », Le Temps,‎ 10 octobre 2021 (lire en ligne)
- « Environnement. Pourquoi l'Islande est-elle au cœur du recyclage de dioxyde de carbone ? », Le Progrès,‎ 24 octobre 2021 (lire en ligne)
- « En Islande, le CO2 éliminé de l'air et transformé en pierre », La Dépêche,‎ 2 novembre 2021 (lire en ligne)
- « Réchauffement climatique. Les États-Unis investissent 3,5 milliards pour capter le CO2 dans l'air », Ouest France,‎ 20 mai 2022 (lire en ligne)
- Nathan Mann, « Plongée au cœur de l'Islande, laboratoire de l’industrie du CO2 », Usine Nouvelle,‎ 7 novembre 2022 (Plongée au cœur de l'Islande, laboratoire de l’industrie du CO2)

#### Sites web
- Site web de Carbfix
- Site web de Climework